# 7855 Tagore
7855 Tagore è un asteroide della fascia principale. Scoperto nel 1977, presenta un'orbita caratterizzata da un semiasse maggiore pari a 2,6734401 UA e da un'eccentricità di 0,0961758, inclinata di 13,15557° rispetto all'eclittica.